# Wisner (Nebraska)
Wisner is een plaats (city) in de Amerikaanse staat Nebraska, en valt bestuurlijk gezien onder Cuming County.

## Demografie
Bij de volkstelling in 2000 werd het aantal inwoners vastgesteld op 1270. In 2006 is het aantal inwoners door het United States Census Bureau geschat op 1197, een daling van 73 (-5,7%).

## Geografie
Volgens het United States Census Bureau beslaat de plaats een oppervlakte van 2,8 km², waarvan 2,7 km² land en 0,1 km² water. Wisner ligt op ongeveer 423 m boven zeeniveau.

## Plaatsen in de nabije omgeving
De onderstaande figuur toont nabijgelegen plaatsen in een straal van 28 km rond Wisner.